# Hjalmar Eneström

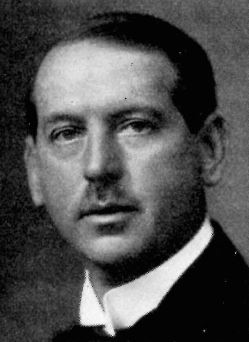
Hjalmar Eneström.

Erik Hjalmar Eneström, född 29 augusti 1880 i Norrköping, död 6 september 1964 i Johannes församling, Stockholm, var en svensk psykiater. 
Eneström avlade mogenhetsexamen i Norrköping 1901, mediko-filosofisk examen vid Uppsala universitet 1904, medicine kandidatexamen där 1909 och medicine licentiatexamen 1916 vid Karolinska Institutet i Stockholm. Han var underläkare vid Medevi brunnslasarett somrarna 1911–1912, underläkare vid Långbro sjukhus 1912–1915 och biträdande läkare där 1915–1923, under denna tid flera gånger förordnad som biträdande överläkare och som överläkare och sjukhusdirektör där. Han var överläkare och sjukhusdirektör vid Katarina sjukhus och provisoriska sinnessjukhusen i Stockholm 1923–1932 och därjämte överläkare vid avdelningen för sinnessjuka vid Sankt Eriks sjukhus från 1926.
Eneström genomgick kurs i rättspsykiatri 1921, blev ledamot av styrelsen för sinnesslöanstalten Åkeshov 1928 och medverkade vid utarbetande av förslag till nytt sinnessjukhus för Stockholms stad (Beckomberga sjukhus). Han ligger begraven på Skogskyrkogården i Stockholm.